# Operazione Flaming Dart
L'Operazione Flaming Dart è stata un'operazione militare delle aeronautiche statunitensi e sudvietnamite, condotta in due parti, durante la Guerra del Vietnam. Durante l'azione di bombardamento, il premier Aleksej Nikolaevič Kosygin guidò una delegazione sovietica nel Vietnam del Nord.
Nel febbraio 1965, il presidente USA Lyndon B. Johnson ordinò una serie di attacchi aerei di rappresaglia dopo parecchi attacchi su basi americane compiuti da unità vietcong, e specialmente in risposta ad un attacco mortaistico contro la base di Pleiku. Questi attacchi dovevano originariamente far parte di un "programma" in tre fasi esordiente con attacchi sul Laos nel dicembre 1964 (Operazione Barrel Roll) per tenere sotto pressione i nordvietnamiti, e di conseguenza le forze necessarie erano state allertate per agire.
L'Escalation nella guerra del Vietnam iniziò ufficialmente il 31 gennaio 1965 quando furono diramati gli ordini per mobilitare il 18th Tactical Fighter Squadron ("18mo Squadrone caccia tattici") da Okinawa alla base di Đà Nẵng. Alle 03.00 nella Kadena Air Force Base risuonò l'allarme rosso per approntare rapidamente gli F-105, piloti e personale di appoggio furono trasferiti da Okinawa ed atterrarono in Vietnam nel pomeriggio per unirsi ad altre unità minori che erano già arrivate da settimane. Furono avviati i preparativi per il primo passo dell'Operazione Flaming Dart.
Furono compiute 49 missioni di volo nel corso di Flaming Dart I (7 febbraio 1965) ed altre 99 durante Flaming Dart II (11 febbraio 1965). I vietcong attaccarono un hotel che ospitava personale americano in reazione a Flaming Dart I, e ciò a sua volta provocò il secondo attacco aereo. Flaming Dart I puntò alle basi dell'esercito nordvietnamita nei pressi di Dong Hoi, mentre la seconda ondata prese di mira strutture logistiche e di comunicazioni vietcong prossime alla Zona demilitarizzata. Tra i piloti era il maresciallo dell'aria Nguyễn Cao Kỳ, che successivamente farà parte della "giunta" dominante del Vietnam.
La reazione americana all'escalation comunista non si limitò al bombardamento del Vietnam del Nord. Washington autorizzò gli aviogetti americani ad attaccare bersagli nel sud. Il 19 febbraio, alcuni B-57 USAF eseguirono i primi attacchi aerei americani a sostegno dei reparti di terra sudvietnamiti. Il 24 febbraio vi fu un'azione analoga, che questa volta interruppe un'imboscata comunista nelle alture centrali con una serie nutrita di sortite aero-tattiche.
Le incursioni dell'Operazione Flaming Dart furono presto seguite dall'Operazione Rolling Thunder, che diede inizio ad una campagna di 44 mesi il 2 marzo 1965.